# Champ (Seeungeheuer)
Champ ist die Bezeichnung eines angeblich im US-amerikanisch-kanadischen See Lake Champlain lebenden Seeungeheuers bzw. Kryptiden.

## Beschreibung
„Champ“ wird meistens als ein circa sechs Meter langer Plesiosaurier oder als eine Art Seeschlange beschrieben.

## Sichtungen
Bisher wurden schätzungsweise 300 Sichtungen gemeldet. In einigen Fällen stellte sich „Champ“ als ein großer Wels heraus.
Einige angebliche Sichtungen:
- 1987 sichtete Christine Auer Hebert nachts am Yachthafen ihrer Familie, nördlich von Burlington, an Land angeblich eine grüne Kreatur, wie sie langsam aus dem Wald in den Schein einer Straßenlaterne kam. Ihre beiden Hunde bellten und sie sah nach. Die Kreatur sah sich um und verschwand in der Dunkelheit. Eine Woche später sah sie – und diesmal auch ihre Mutter – angeblich eine weitere Kreatur, diesmal eine kleinere, braune, wie sie ebenfalls langsam über die Straße schritt. Sie beschrieb den Kopf als den eines Dinosauriers, ähnlich dem eines Plesiosauriers.
- 1997 sichtete Fährenkapitän B.J. Bombard nach eigener Angabe das Wesen, als er von Burlington nach Port Kent fuhr, befand sich etwas auf Kollisionskurs. Er stellte die Fähre quer, um es besser sehen zu können, und stellte fest, dass es sich wie ein U-Boot knapp unter der Wasseroberfläche bewegte und etwa 2 Meter lang war. Seiner Meinung nach war es weder ein Baumstamm, noch bestand es aus verschiedenen Einzelobjekten. Es besaß auch keine Rückenflosse oder Ähnliches.
- Im Juli 2002 ortete die Bioakustikerin Elizabeth von Muggenthaler ein Klicklaut-Echosignal im See, das dem der Killerwale zumindest stark ähnelt, und zeichnete es auf Tonband auf. Es war der einzige Fall, dass man ein solches biologisches Echosignal in einem Süßwassersee fand. Auch die Echtheit und Aussagekraft dieser Aufnahme wird allerdings von Forschern bezweifelt.

## Urgeschichte des Sees
Geologen wie Steven Bright zufolge bedeckte die Gegend von Lake Champlain einst ein größeres Meergewässer, das sogenannte Meer von Champlain. Es soll vor etwa 11.000 bis 9.000 Jahren existiert haben, etwa 2.000 bis 2.500 Jahre lang. Nach Ellen Marsden, Biologin der University of Vermont, war es damaligen Meerestieren möglich, den heutigen See zu erreichen; sie wurden beim Verschwinden der Meeresverbindung im Lake Champlain vom Meer abgeschnitten. Entweder passten sie sich an das Süßwasser an oder starben. Meeresfische wie der Stör und der Atlantische Lachs sind im Lake Champlain darauf zurückzuführen.

## Legenden der Ureinwohner
Die Irokesen und die Abenaki leben an den Ufern des Sees und erzählen von der Legende eines solchen Seeungeheuers. Die Abenaki nennen ihn Tatoskok. Ein weiterer indianischer Name des Wesens ist Chaousarou.

## Naturschutz
Champ wurde 1982 vom Repräsentantenhaus Vermonts und dem Senat von New York auf die Liste der gefährdeten Tierarten gesetzt, dadurch würde ein unbekanntes Tier, welches im Lake Champlain gefunden wird, sofort unter Artenschutz fallen.